# Buteoninae
Buteoninae là một phân họ động vật trong họ Ưng bao gồm các loài chim săn mồi có cánh rộng từ trung bình tới lớn.
Các loài chim trong phân họ này thường có đôi chân và móng vuốt mạnh mẽ để bắt mồi, với mỏ lớn và khỏe để xé thịt con mồi. Chúng cũng có thị lực rất tốt có thể phát hiện con mồi từ xa.
Phân họ này chứa các loài diều, diều hâu, đại bàng thực sự và đại bàng biển.

## Hình ảnh

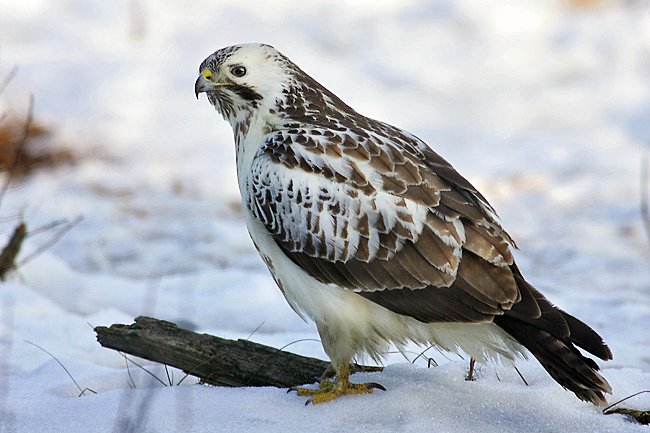
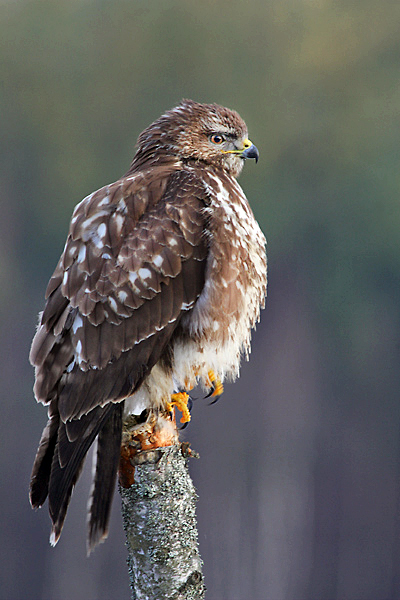
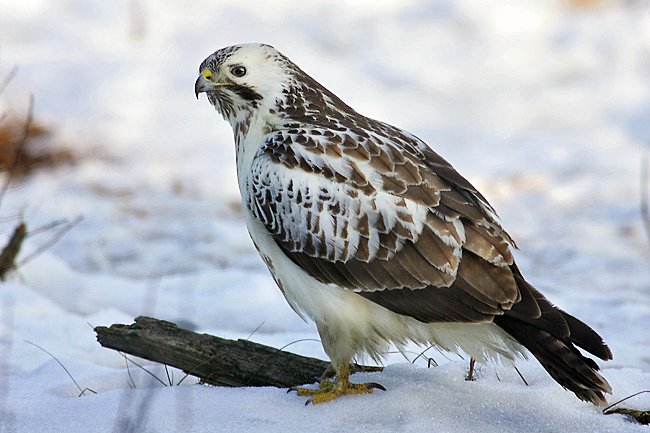
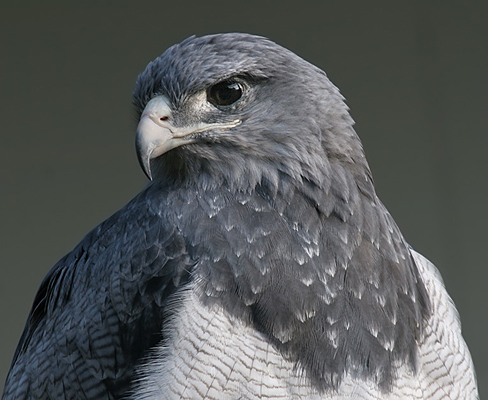

## Danh sách chi
- Geranoaetus
- Buteo
- Parabuteo
- Buteogallus
- Busarellus
- Cryptoleucopteryx
- Pseudastur
- Morphnarchus
- Leucopternis
- Kaupifalco
- Butastur
- Morphnus
- Harpia
- Pithecophaga
- Harpyopsis
- Oroaetus
- Spizastur
- Spizaetus
- Nisaetus
- Lophaetus
- Stephanoaetus
- Polemaetus
- Hieraaetus
- Lophotriorchis
- Aquila
- Ictinaetus
- Haliaeetus
- Ichthyophaga
- Harpagornis